# Isfora
Isfora o eisfora (en grec antic εἰσφορά, literalment contribució o tribut) era un impost extraordinari sobre la propietat que es recaptava a Atenes només en temps de guerra, pagat tant pels ciutadans com pels estrangers (metecs) i votat a l'ekklesia o assemblea cada vegada que es necessitava.
No és segur quan es va iniciar aquest impost, perquè la majoria de ciutadans ja pagava amb el seu servei militar, però així que l'exèrcit es va ampliar amb mercenaris (ξένοι) va veure's la necessitat d'aplicar-lo. La primera informació de la isfora la dona Tucídides, quan explica que durant la guerra del Peloponès, l'any 428 aC, se'n va votar una per import de 200 talents. Aristòfanes sembla dir que la isfora era anterior als inicis d'aquesta guerra. El segon decret de Càl·lies ja parla de la isfora com un impost arrelat. Els atenencs tenien una certa aversió als impostos directes, i per això s'exigia sempre una votació prèvia.
L'estat recollia la isfora amb els seus propis agents, i si no es pagava tenien dret de confiscar els béns d'aquella persona per incompliment. Al capdavant hi havia els generals, que tenien sota les seves ordres els ἐκλογεῖς ("eklogeis" elegits) i altres recaptadors d'impostos subordinats, entre els que es mencionen els epigrafis. Segons Demòstenes, l'impost es determinava sobre el capital. Si una persona tenia 6.000 talents pagava un impost equivalent a la centèsima part, o per algú disposat a sacrificar-se, la cinquantena part. La recaptació, no obstant, podia ser força minsa. Se sap que entre els anys 347 aC i el 327 aC es van recollir per aquest impost 10 talents anuals per a la construcció de l'arsenal del Pireu.
La isfora es cobrava proporcionalment al nivell econòmic de les quatre classes en què es dividia la societat atenenca segons les lleis de Soló, encara que aquesta només feia referència als béns immobles. Amb l'augment del comerç s'aplicava també als béns mobles. Els esclaus estaven inclosos en l'inventari. De fet, el repartiment de la isfora anava d'acord amb les divisions socials de la societat atenenca. Segons Filòcor els atenencs van ser dividits en simmòries (o grups de repartiment) durant l'arcontat de Nausinic (378/377 aC), que reunia diversos ciutadans per fer pagaments en comú. Clidem diu que els ciutadans també van ser repartits en grups que s'anomenen naucràries.